# Olof Mellberg
Erik Olof Mellberg (Gullspång, 3 settembre 1977) è un allenatore di calcio ed ex calciatore svedese, di ruolo difensore.

## Caratteristiche tecniche
Nato difensore centrale, è stato impiegato anche come terzino destro o mediano a centrocampo.

## Carriera

### Calciatore

#### Club

##### Inizi e Racing Santander
Nei primi anni di carriera gioca per il Gullspångs IF, una piccola squadra locale del comune in cui è nato, prima di essere ingaggiato dal Degerfors IF, squadra di Prima Divisione svedese, nel 1996. Dopo la retrocessione del Degefors in Seconda Divisione, si trasferisce nell'AIK, il club della capitale, dove fa subito un'ottima impressione e dopo solo dieci mesi viene acquistato dagli spagnoli del Racing Santander, che si assicurano così uno dei più promettenti centrali svedesi. Nonostante abbia delle difficoltà ad adattarsi al calcio iberico, riesce subito ad impressionare durante la sua prima stagione spagnola e riscuote l'interesse di alcuni dei più grandi club della Liga, come Barcellona e Valencia.

##### Aston Villa
Dopo tre stagioni in Spagna è l'Aston Villa ad assicurarsi la sua firma ed a Birmingham diventerà una parte fondamentale della squadra di David O'Leary, di cui vestirà la fascia di capitano fino al 2007. Nella prima stagione nel Villa conquista l'ottavo posto della Premiership e raggiunge la semifinale della League Cup. Nel 2003, dopo due anni in Inghilterra, è stato selezionato come miglior giocatore svedese dell'anno, vincendo il Guldbollen. Nel 2007 il nuovo manager Martin O'Neill continua a considerarlo come la prima scelta come centrale difensivo e nella stagione 2006-07 diventa il primo giocatore a segnare nel nuovo stadio dell'Arsenal. La stagione successiva con l'arrivo di Zat Knight viene spostato sulla fascia destra della difesa.
Nel gennaio del 2008 annuncia di aver firmato un pre-contratto con la Juventus. L'ultima sua partita in casa con l'Aston Villa è stata il 3 maggio contro il Wigan Athletic, gara denominata come "Olof Mellberg day", in ringraziamento a quanto ha dato al club. Nella sua ultima gara con la maglia dei Villans, contro il West Ham United ad Upton Park, ha speso circa 40 000 sterline per comprare 3100 magliette dell'Aston con il suo nome e numero e la scritta "Thanks 4 Your Support" (il 4 è stato il suo numero di maglia), che sono state poi consegnate ad ogni tifoso presente alla trasferta come ringraziamento.

##### Juventus
Nel gennaio del 2008 viene ufficializzata la sua firma al pre-contratto offerto dalla Juventus, sfruttando la Sentenza Bosman per arrivare in Serie A. Acquistato a parametro zero, entra a far parte della rosa juventina durante il ritiro estivo a Pinzolo nel luglio del 2008.
L'esordio ufficiale con la maglia bianconera è il 26 agosto nella gara di ritorno del terzo turno preliminare di Champions League, giocata a Bratislava contro l'Artmedia, mentre il 31 agosto debutta in Serie A a Firenze nella gara pareggiata 1-1 contro la Fiorentina. Il 18 gennaio 2009 segna il suo primo gol in Serie A, nella partita pareggiata per 1-1 con la Lazio. Segna ancora all'Olimpico nella partita vinta 4-1 contro la Roma il 21 marzo.

##### Olympiakos, Villarreal e Copenaghen

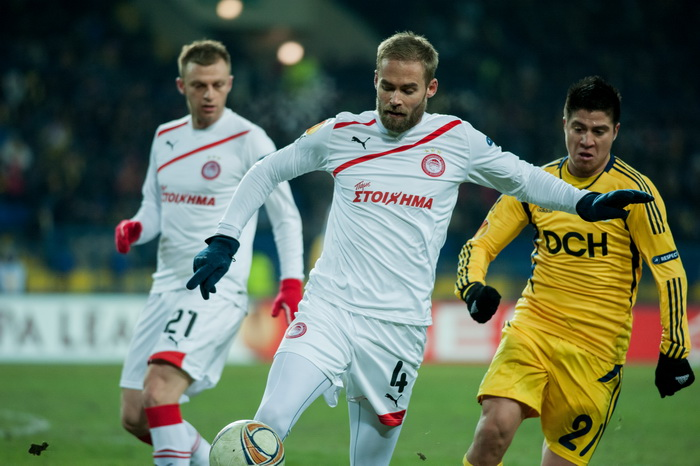
Mellberg in azione nel 2012 all'Olympiakos

Il 23 giugno 2009 è acquistato per 2,5 milioni di euro dalla compagine di Grecia dell'Olympiakos che inoltre «verserà 0,5 milioni in più in caso di vittoria del campionato greco nel periodo in cui Mellberg ne vestirà la maglia». L'8 agosto 2012 firma un contratto annuale con il Villarreal.
Il 9 luglio 2013, si accorda invece per un biennale con il Copenaghen; il 27 novembre successivo segna il suo primo gol con la squadra danese contro una sua ex squadra, la Juventus, durante la partita della fase a gironi della Champions League persa a Torino per 3-1, dove realizza il momentaneo pareggio.

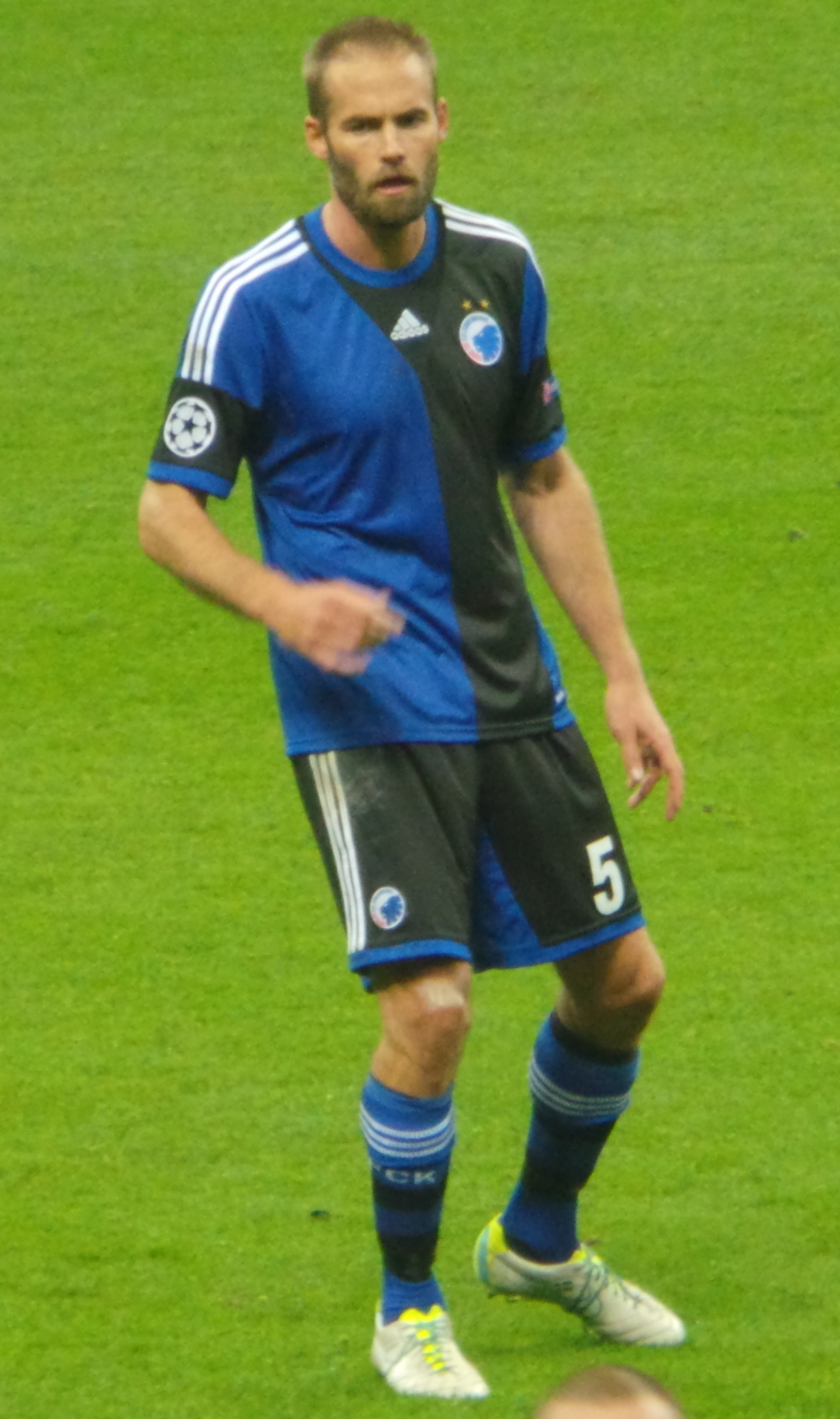
Mellberg nel 2013 con la maglia del Copenaghen

Il 29 giugno 2014 risolve il suo contratto con la società danese, e il 30 luglio seguente si ritira dal calcio giocato.

#### Nazionale
Ha fatto parte della nazionale svedese, con la cui maglia ha debuttato il 23 febbraio 2000 in una gara amichevole contro la nazionale italiana. Ha disputato i Campionati Mondiali del 2002 e del 2006 ed i Campionati europei del 2000, 2004 e 2008. Ad EURO 2004 fu premiato per le sue ottime prestazioni con l'inclusione della lista dei migliori 23 giocatori dell'Europeo. Fino ad ottobre 2007 ha giocato 77 gare segnando 4 reti.
Durante un allenamento pubblico prima dei Mondiali del 2002, si è scontrato fisicamente con Fredrik Ljungberg, dopo un duro tackle dello stesso Mellberg. Durante i Mondiali del 2006 i due tornano a scontrarsi dopo il pareggio 0-0 contro Trinidad & Tobago.
Il 4 settembre 2006, insieme a Zlatan Ibrahimović e Christian Wilhelmsson, viene mandato a casa dal ritiro della nazionale per aver violato il coprifuoco delle 23:00 prima di una gara per le qualificazioni ai Campionati europei del 2008 contro la nazionale del Liechtenstein. Viene convocato nell'estate del 2008 per i Campionati europei in Svizzera ed Austria. Viene selezionato anche per l'Europeo 2012 in Polonia e Ucraina. La Svezia viene eliminata dopo due sconfitte (contro Ucraina e Inghilterra) e una vittoria (contro la Francia). In questa manifestazione va a segno nella seconda partita del girone contro l'Inghilterra. Al termine del torneo decide di ritirarsi dalla nazionale svedese.

### Allenatore
Nella stagione 2016 inizia la sua prima esperienza da allenatore assumendo la guida del Brommapojkarna, squadra che era reduce da due retrocessioni consecutive (dal campionato di Allsvenskan a quello di Division 1 nel giro di due anni). A fine stagione riporta la squadra in Superettan al primo tentativo.
Mellberg conquista poi una seconda promozione l'anno successivo, quando il Brommapojkarna da lui allenato vince da neopromosso il campionato di Superettan 2017 e ottiene il ritorno nella massima serie. A fine stagione, Mellberg comunica la volontà di non rinnovare il contratto in scadenza.
Il 1º luglio 2019 viene annunciato come nuovo tecnico del Fremad Amager, compagine militante nella seconda serie danese. Il suo arrivo è anche coinciso con l'ingresso nello staff tecnico di Azrudin Valentić, già assistente di Mellberg ai tempi del Brommapojkarna.
Due mesi più tardi, Mellberg lascia al solo Valentić la guida del Fremad Amager per tornare ad allenare in Svezia: il 3 settembre 2019, giorno del suo quarantaduesimo compleanno, Mellberg diviene infatti il successore del dimissionario ex compagno di nazionale Henrik Larsson alla guida dell'Helsingborg, squadra in lotta per la salvezza nell'Allsvenskan 2019, poi centrata. L'obiettivo non viene però raggiunto l'anno successivo, dato che l'Helsingborg retrocede dall'Allsvenskan 2020 con due turni d'anticipo: questo verdetto induce Mellberg a rassegnare le dimissioni una volta terminata la stagione.
In vista della stagione 2023, torna sulla panchina del Brommapojkarna (neopromosso in Allsvenskan) andando a formare un duo di allenatori insieme all'altro tecnico Andreas Engelmark. La loro squadra ottiene la salvezza sia al termine dell'Allsvenskan 2023 che dell'Allsvenskan 2024, portando il club, per la prima volta nella sua storia, a raggiungere le tre partecipazioni consecutive nella massima serie nazionale.
Il 26 novembre 2024, in scadenza di contratto con il club svedese, viene annunciato che, a partire dal gennaio successivo, sarebbe diventato il nuovo capo allenatore della franchigia statunitense del St. Louis City militante nella Major League Soccer.

## Statistiche

### Presenze e reti nei club
Statistiche aggiornate al 9 giugno 2014.
| Stagione                | Squadra                 | Campionato              | Campionato | Campionato | Coppe nazionali | Coppe nazionali | Coppe nazionali | Coppe continentali | Coppe continentali | Coppe continentali | Altre coppe | Altre coppe | Altre coppe | Totale | Totale |
| Stagione                | Squadra                 | Comp                    | Pres       | Reti       | Comp            | Pres            | Reti            | Comp               | Pres               | Reti               | Comp        | Pres        | Reti        | Pres   | Reti   |
| ----------------------- | ----------------------- | ----------------------- | ---------- | ---------- | --------------- | --------------- | --------------- | ------------------ | ------------------ | ------------------ | ----------- | ----------- | ----------- | ------ | ------ |
| 1996                    | Degerfors               | A                       | 22         | 0          | SC              | -               | -               | -                  | -                  | -                  | -           | -           | -           | 22     | 0      |
| 1997                    | Degerfors               | A                       | 25         | 0          | SC              | 0               | 0               | -                  | -                  | -                  | -           | -           | -           | 25     | 0      |
| Totale Degerfors        | Totale Degerfors        | Totale Degerfors        | 47         | 0          |                 | 0               | 0               |                    |                    |                    |             |             |             | 47     | 0      |
| 1998                    | AIK                     | A                       | 21         | 0          | SC              | 3               | 1               | -                  | -                  | -                  | -           | -           | -           | 24     | 1      |
| 1998-1999               | Racing Santander        | PD                      | 26         | 0          | CR              | 7               | 1               | -                  | -                  | -                  | -           | -           | -           | 33     | 1      |
| 1999-2000               | Racing Santander        | PD                      | 37         | 0          | CR              | 3               | 0               | -                  | -                  | -                  | -           | -           | -           | 40     | 0      |
| 2000-2001               | Racing Santander        | PD                      | 36         | 1          | CR              | 5               | 0               | -                  | -                  | -                  | -           | -           | -           | 41     | 1      |
| Totale Racing Santander | Totale Racing Santander | Totale Racing Santander | 99         | 1          |                 | 15              | 1               |                    | -                  | -                  |             | -           | -           | 114    | 2      |
| 2001-2002               | Aston Villa             | PL                      | 32         | 0          | FACup+CdL       | 1+1             | 0               | Int+CU             | 0+2                | 0                  | -           | -           | -           | 36     | 0      |
| 2002-2003               | Aston Villa             | PL                      | 38         | 1          | FACup+CdL       | 1+2             | 0               | Int                | 3                  | 0                  | -           | -           | -           | 44     | 1      |
| 2003-2004               | Aston Villa             | PL                      | 33         | 1          | FACup+CdL       | 1+5             | 0               | -                  | -                  | -                  | -           | -           | -           | 39     | 1      |
| 2004-2005               | Aston Villa             | PL                      | 30         | 3          | FACup+CdL       | 1+2             | 0               | -                  | -                  | -                  | -           | -           | -           | 33     | 3      |
| 2005-2006               | Aston Villa             | PL                      | 27         | 0          | FACup+CdL       | 4+2             | 0               | -                  | -                  | -                  | -           | -           | -           | 33     | 0      |
| 2006-2007               | Aston Villa             | PL                      | 38         | 1          | FACup+CdL       | 0+1             | 0               | -                  | -                  | -                  | -           | -           | -           | 39     | 1      |
| 2007-2008               | Aston Villa             | PL                      | 34         | 2          | FACup+CdL       | 1+2             | 0               | -                  | -                  | -                  | -           | -           | -           | 37     | 2      |
| Totale Aston Villa      | Totale Aston Villa      | Totale Aston Villa      | 232        | 8          |                 | 24              | 0               |                    | 5                  | 0                  |             | -           | -           | 261    | 8      |
| 2008-2009               | Juventus                | A                       | 27         | 2          | CI              | 4               | 0               | UCL                | 7                  | 0                  | -           | -           | -           | 38     | 2      |
| 2009-2010               | Olympiakos              | SL                      | 25+4       | 2+1        | CG              | -               | -               | UCL                | 12                 | 0                  | -           | -           | -           | 41     | 3      |
| 2010-2011               | Olympiakos              | SL                      | 23         | 3          | CG              | 3               | 0               | UEL                | 3                  | 0                  | -           | -           | -           | 29     | 3      |
| 2011-2012               | Olympiakos              | SL                      | 23         | 2          | CG              | 4               | 1               | UCL+UEL            | 6+3                | 0                  | -           | -           | -           | 36     | 3      |
| Totale Olympiakos       | Totale Olympiakos       | Totale Olympiakos       | 71+4       | 7+1        |                 | 7               | 1               |                    | 24                 | 0                  |             | -           | -           | 106    | 9      |
| 2012-2013               | Villarreal              | SD                      | 29         | 2          | CR              | 0               | 0               | -                  | -                  | -                  | -           | -           | -           | 29     | 2      |
| 2013-2014               | Copenaghen              | SD                      | 22         | 3          | CD              | 0               | 0               | UCL                | 6                  | 1                  | -           | -           | -           | 28     | 4      |
| Totale carriera         | Totale carriera         | Totale carriera         | 552        | 24         |                 | 53              | 3               |                    | 42                 | 1                  |             | -           | -           | 647    | 28     |

### Cronologia presenze e reti in Nazionale
| Cronologia completa delle presenze e delle reti in nazionale ― Svezia | Cronologia completa delle presenze e delle reti in nazionale ― Svezia | Cronologia completa delle presenze e delle reti in nazionale ― Svezia | Cronologia completa delle presenze e delle reti in nazionale ― Svezia | Cronologia completa delle presenze e delle reti in nazionale ― Svezia | Cronologia completa delle presenze e delle reti in nazionale ― Svezia | Cronologia completa delle presenze e delle reti in nazionale ― Svezia | Cronologia completa delle presenze e delle reti in nazionale ― Svezia |
| Data                                                                  | Città                                                                 | In casa                                                               | Risultato                                                             | Ospiti                                                                | Competizione                                                          | Reti                                                                  | Note                                                                  |
| --------------------------------------------------------------------- | --------------------------------------------------------------------- | --------------------------------------------------------------------- | --------------------------------------------------------------------- | --------------------------------------------------------------------- | --------------------------------------------------------------------- | --------------------------------------------------------------------- | --------------------------------------------------------------------- |
| 23-2-2000                                                             | Palermo                                                               | Italia                                                                | 1 – 0                                                                 | Svezia                                                                | Amichevole                                                            | -                                                                     | 46’                                                                   |
| 29-3-2000                                                             | Graz                                                                  | Austria                                                               | 1 – 1                                                                 | Svezia                                                                | Amichevole                                                            | -                                                                     |                                                                       |
| 26-4-2000                                                             | Copenaghen                                                            | Danimarca                                                             | 0 – 1                                                                 | Svezia                                                                | Amichevole                                                            | -                                                                     | 46’                                                                   |
| 3-6-2000                                                              | Göteborg                                                              | Svezia                                                                | 1 – 1                                                                 | Spagna                                                                | Amichevole                                                            | -                                                                     | 46’                                                                   |
| 10-6-2000                                                             | Bruxelles                                                             | Belgio                                                                | 2 – 1                                                                 | Svezia                                                                | Euro 2000 - 1º turno                                                  | -                                                                     |                                                                       |
| 15-6-2000                                                             | Eindhoven                                                             | Svezia                                                                | 0 – 0                                                                 | Turchia                                                               | Euro 2000 - 1º turno                                                  | -                                                                     |                                                                       |
| 19-6-2000                                                             | Eindhoven                                                             | Italia                                                                | 2 – 1                                                                 | Svezia                                                                | Euro 2000 - 1º turno                                                  | -                                                                     |                                                                       |
| 16-8-2000                                                             | Reykjavík                                                             | Islanda                                                               | 2 – 1                                                                 | Svezia                                                                | Amichevole                                                            | -                                                                     |                                                                       |
| 2-9-2000                                                              | Baku                                                                  | Azerbaigian                                                           | 0 – 1                                                                 | Svezia                                                                | Qual. Mondiali 2002                                                   | -                                                                     |                                                                       |
| 11-10-2000                                                            | Bratislava                                                            | Slovacchia                                                            | 0 – 0                                                                 | Svezia                                                                | Qual. Mondiali 2002                                                   | -                                                                     |                                                                       |
| 28-2-2001                                                             | Ta' Qali                                                              | Malta                                                                 | 0 – 3                                                                 | Svezia                                                                | Amichevole                                                            | -                                                                     |                                                                       |
| 24-3-2001                                                             | Göteborg                                                              | Svezia                                                                | 1 – 0                                                                 | Macedonia                                                             | Qual. Mondiali 2002                                                   | -                                                                     |                                                                       |
| 28-3-2001                                                             | Chișinău                                                              | Moldavia                                                              | 0 – 2                                                                 | Svezia                                                                | Qual. Mondiali 2002                                                   | -                                                                     |                                                                       |
| 25-4-2001                                                             | Ginevra                                                               | Svizzera                                                              | 0 – 2                                                                 | Svezia                                                                | Amichevole                                                            | -                                                                     |                                                                       |
| 2-6-2001                                                              | Solna                                                                 | Svezia                                                                | 2 – 0                                                                 | Slovacchia                                                            | Qual. Mondiali 2002                                                   | -                                                                     |                                                                       |
| 6-6-2001                                                              | Göteborg                                                              | Svezia                                                                | 6 – 0                                                                 | Moldavia                                                              | Qual. Mondiali 2002                                                   | -                                                                     |                                                                       |
| 15-8-2001                                                             | Solna                                                                 | Svezia                                                                | 3 – 0                                                                 | Sudafrica                                                             | Amichevole                                                            | -                                                                     | 77’                                                                   |
| 1-9-2001                                                              | Skopje                                                                | Macedonia                                                             | 1 – 2                                                                 | Svezia                                                                | Qual. Mondiali 2002                                                   | -                                                                     |                                                                       |
| 5-9-2001                                                              | Istanbul                                                              | Turchia                                                               | 1 – 2                                                                 | Svezia                                                                | Qual. Mondiali 2002                                                   | -                                                                     |                                                                       |
| 27-3-2002                                                             | Malmö                                                                 | Svezia                                                                | 1 – 1                                                                 | Svizzera                                                              | Amichevole                                                            | -                                                                     |                                                                       |
| 17-4-2002                                                             | Oslo                                                                  | Norvegia                                                              | 0 – 0                                                                 | Svezia                                                                | Amichevole                                                            | -                                                                     |                                                                       |
| 25-5-2002                                                             | Tokyo                                                                 | Giappone                                                              | 1 – 1                                                                 | Svezia                                                                | Amichevole                                                            | -                                                                     |                                                                       |
| 2-6-2002                                                              | Saitama                                                               | Inghilterra                                                           | 1 – 1                                                                 | Svezia                                                                | Mondiali 2002 - 1º turno                                              | -                                                                     |                                                                       |
| 7-6-2002                                                              | Kōbe                                                                  | Svezia                                                                | 2 – 1                                                                 | Nigeria                                                               | Mondiali 2002 - 1º turno                                              | -                                                                     |                                                                       |
| 12-6-2002                                                             | Rifu                                                                  | Svezia                                                                | 1 – 1                                                                 | Argentina                                                             | Mondiali 2002 - 1º turno                                              | -                                                                     |                                                                       |
| 16-6-2002                                                             | Ōita                                                                  | Svezia                                                                | 1 – 2 gg                                                              | Senegal                                                               | Mondiali 2002 - Ottavi di finale                                      | -                                                                     |                                                                       |
| 21-8-2002                                                             | Mosca                                                                 | Russia                                                                | 1 – 1                                                                 | Svezia                                                                | Amichevole                                                            | -                                                                     |                                                                       |
| 7-9-2002                                                              | Riga                                                                  | Lettonia                                                              | 0 – 0                                                                 | Svezia                                                                | Qual. Euro 2004                                                       | -                                                                     | cap.                                                                  |
| 12-10-2002                                                            | Solna                                                                 | Svezia                                                                | 1 – 1                                                                 | Ungheria                                                              | Qual. Euro 2004                                                       | -                                                                     | cap.                                                                  |
| 16-10-2002                                                            | Göteborg                                                              | Svezia                                                                | 2 – 3                                                                 | Portogallo                                                            | Amichevole                                                            | -                                                                     | cap. 46’                                                              |
| 12-2-2003                                                             | Tunisi                                                                | Tunisia                                                               | 1 – 0                                                                 | Svezia                                                                | Amichevole                                                            | -                                                                     | cap.                                                                  |
| 2-4-2003                                                              | Budapest                                                              | Ungheria                                                              | 1 – 2                                                                 | Svezia                                                                | Qual. Euro 2004                                                       | -                                                                     |                                                                       |
| 30-4-2003                                                             | Solna                                                                 | Svezia                                                                | 1 – 2                                                                 | Croazia                                                               | Amichevole                                                            | -                                                                     | cap.                                                                  |
| 7-6-2003                                                              | Serravalle                                                            | San Marino                                                            | 0 – 6                                                                 | Svezia                                                                | Qual. Euro 2004                                                       | -                                                                     |                                                                       |
| 11-6-2003                                                             | Solna                                                                 | Svezia                                                                | 3 – 0                                                                 | Polonia                                                               | Qual. Euro 2004                                                       | -                                                                     |                                                                       |
| 20-8-2003                                                             | Norrköping                                                            | Svezia                                                                | 1 – 2                                                                 | Grecia                                                                | Amichevole                                                            | -                                                                     | cap.                                                                  |
| 6-9-2003                                                              | Göteborg                                                              | Svezia                                                                | 5 – 0                                                                 | San Marino                                                            | Qual. Euro 2004                                                       | -                                                                     | cap.                                                                  |
| 10-9-2003                                                             | Chorzów                                                               | Polonia                                                               | 0 – 2                                                                 | Svezia                                                                | Qual. Euro 2004                                                       | 1                                                                     | cap.                                                                  |
| 11-10-2003                                                            | Solna                                                                 | Svezia                                                                | 0 – 1                                                                 | Lettonia                                                              | Qual. Euro 2004                                                       | -                                                                     | cap.                                                                  |
| 18-11-2003                                                            | Coimbra                                                               | Egitto                                                                | 1 – 0                                                                 | Svezia                                                                | Amichevole                                                            | -                                                                     | 59’                                                                   |
| 31-3-2004                                                             | Göteborg                                                              | Svezia                                                                | 1 – 0                                                                 | Inghilterra                                                           | Amichevole                                                            | -                                                                     |                                                                       |
| 28-4-2004                                                             | Coimbra                                                               | Portogallo                                                            | 2 – 2                                                                 | Svezia                                                                | Amichevole                                                            | -                                                                     | 46’                                                                   |
| 5-6-2004                                                              | Solna                                                                 | Svezia                                                                | 3 – 1                                                                 | Polonia                                                               | Amichevole                                                            | -                                                                     | cap. 62’                                                              |
| 14-6-2004                                                             | Lisbona                                                               | Svezia                                                                | 5 – 0                                                                 | Bulgaria                                                              | Euro 2004 - 1º turno                                                  | -                                                                     | cap.                                                                  |
| 18-6-2004                                                             | Porto                                                                 | Italia                                                                | 1 – 1                                                                 | Svezia                                                                | Euro 2004 - 1º turno                                                  | -                                                                     | cap.                                                                  |
| 22-6-2004                                                             | Porto                                                                 | Danimarca                                                             | 2 – 2                                                                 | Svezia                                                                | Euro 2004 - 1º turno                                                  | -                                                                     | cap.                                                                  |
| 26-6-2004                                                             | Faro                                                                  | Svezia                                                                | 0 – 0 dts (4 – 5 dtr)                                                 | Paesi Bassi                                                           | Euro 2004 - Quarti di finale                                          | -                                                                     | cap.                                                                  |
| 18-8-2004                                                             | Solna                                                                 | Svezia                                                                | 2 – 2                                                                 | Paesi Bassi                                                           | Amichevole                                                            | -                                                                     | cap. 46’                                                              |
| 4-9-2004                                                              | Ta' Qali                                                              | Malta                                                                 | 0 – 7                                                                 | Svezia                                                                | Qual. Mondiali 2006                                                   | -                                                                     | cap. 61’                                                              |
| 8-9-2004                                                              | Göteborg                                                              | Svezia                                                                | 0 – 1                                                                 | Croazia                                                               | Qual. Mondiali 2006                                                   | -                                                                     | cap.                                                                  |
| 9-10-2004                                                             | Solna                                                                 | Svezia                                                                | 3 – 0                                                                 | Ungheria                                                              | Qual. Mondiali 2006                                                   | -                                                                     | cap.                                                                  |
| 13-10-2004                                                            | Reykjavík                                                             | Islanda                                                               | 1 – 4                                                                 | Svezia                                                                | Qual. Mondiali 2006                                                   | -                                                                     | cap.                                                                  |
| 17-11-2004                                                            | Edimburgo                                                             | Scozia                                                                | 1 – 4                                                                 | Svezia                                                                | Amichevole                                                            | -                                                                     | cap. 46’                                                              |
| 9-2-2005                                                              | Saint-Denis                                                           | Francia                                                               | 1 – 1                                                                 | Svezia                                                                | Amichevole                                                            | -                                                                     | cap.                                                                  |
| 26-3-2005                                                             | Sofia                                                                 | Bulgaria                                                              | 0 – 3                                                                 | Svezia                                                                | Qual. Mondiali 2006                                                   | -                                                                     | cap.                                                                  |
| 4-6-2005                                                              | Göteborg                                                              | Svezia                                                                | 6 – 0                                                                 | Malta                                                                 | Qual. Mondiali 2006                                                   | -                                                                     | cap.                                                                  |
| 17-8-2005                                                             | Göteborg                                                              | Svezia                                                                | 2 – 1                                                                 | Rep. Ceca                                                             | Amichevole                                                            | -                                                                     | cap. 46’                                                              |
| 3-9-2005                                                              | Solna                                                                 | Svezia                                                                | 3 – 0                                                                 | Bulgaria                                                              | Qual. Mondiali 2006                                                   | 1                                                                     | cap.                                                                  |
| 7-9-2005                                                              | Budapest                                                              | Ungheria                                                              | 0 – 1                                                                 | Svezia                                                                | Qual. Mondiali 2006                                                   | -                                                                     | cap.                                                                  |
| 8-10-2005                                                             | Zagabria                                                              | Croazia                                                               | 1 – 0                                                                 | Svezia                                                                | Qual. Mondiali 2006                                                   | -                                                                     | cap.                                                                  |
| 12-10-2005                                                            | Solna                                                                 | Svezia                                                                | 3 – 1                                                                 | Islanda                                                               | Qual. Mondiali 2006                                                   | -                                                                     | cap.                                                                  |
| 1-3-2006                                                              | Dublino                                                               | Irlanda                                                               | 3 – 0                                                                 | Svezia                                                                | Amichevole                                                            | -                                                                     | cap.                                                                  |
| 25-5-2006                                                             | Göteborg                                                              | Svezia                                                                | 0 – 0                                                                 | Finlandia                                                             | Amichevole                                                            | -                                                                     | cap.                                                                  |
| 2-6-2006                                                              | Solna                                                                 | Svezia                                                                | 1 – 1                                                                 | Cile                                                                  | Amichevole                                                            | -                                                                     | cap.                                                                  |
| 10-6-2006                                                             | Dortmund                                                              | Trinidad e Tobago                                                     | 0 – 0                                                                 | Svezia                                                                | Mondiali 2006 - 1º turno                                              | -                                                                     | cap.                                                                  |
| 15-6-2006                                                             | Berlino                                                               | Svezia                                                                | 1 – 0                                                                 | Paraguay                                                              | Mondiali 2006 - 1º turno                                              | -                                                                     | cap.                                                                  |
| 20-6-2006                                                             | Colonia                                                               | Svezia                                                                | 2 – 2                                                                 | Inghilterra                                                           | Mondiali 2006 - 1º turno                                              | -                                                                     | cap.                                                                  |
| 24-6-2006                                                             | Monaco di Baviera                                                     | Germania                                                              | 2 – 0                                                                 | Svezia                                                                | Mondiali 2006 - Ottavi di finale                                      | -                                                                     | cap.                                                                  |
| 2-9-2006                                                              | Riga                                                                  | Lettonia                                                              | 0 – 1                                                                 | Svezia                                                                | Qual. Euro 2008                                                       | -                                                                     |                                                                       |
| 7-10-2006                                                             | Solna                                                                 | Svezia                                                                | 2 – 0                                                                 | Spagna                                                                | Qual. Euro 2008                                                       | -                                                                     |                                                                       |
| 7-2-2007                                                              | Il Cairo                                                              | Egitto                                                                | 2 – 0                                                                 | Svezia                                                                | Amichevole                                                            | -                                                                     |                                                                       |
| 28-3-2007                                                             | Belfast                                                               | Irlanda del Nord                                                      | 2 – 1                                                                 | Svezia                                                                | Qual. Euro 2008                                                       | -                                                                     | 70’                                                                   |
| 2-6-2007                                                              | Copenaghen                                                            | Danimarca                                                             | 0 – 3 tav                                                             | Svezia                                                                | Qual. Euro 2008                                                       | -                                                                     |                                                                       |
| 6-6-2007                                                              | Solna                                                                 | Svezia                                                                | 5 – 0                                                                 | Islanda                                                               | Qual. Euro 2008                                                       | 1                                                                     |                                                                       |
| 22-8-2007                                                             | Göteborg                                                              | Svezia                                                                | 1 – 0                                                                 | Stati Uniti                                                           | Amichevole                                                            | -                                                                     |                                                                       |
| 8-9-2007                                                              | Solna                                                                 | Svezia                                                                | 0 – 0                                                                 | Danimarca                                                             | Qual. Euro 2008                                                       | -                                                                     | 27’                                                                   |
| 17-10-2007                                                            | Göteborg                                                              | Svezia                                                                | 1 – 1                                                                 | Irlanda del Nord                                                      | Qual. Euro 2008                                                       | 1                                                                     |                                                                       |
| 17-11-2007                                                            | Madrid                                                                | Spagna                                                                | 3 – 0                                                                 | Svezia                                                                | Qual. Euro 2008                                                       | -                                                                     |                                                                       |
| 21-11-2007                                                            | Solna                                                                 | Svezia                                                                | 2 – 1                                                                 | Lettonia                                                              | Qual. Euro 2008                                                       | -                                                                     |                                                                       |
| 26-3-2008                                                             | Londra                                                                | Brasile                                                               | 1 – 0                                                                 | Svezia                                                                | Amichevole                                                            | -                                                                     | 80’                                                                   |
| 26-5-2008                                                             | Göteborg                                                              | Svezia                                                                | 1 – 0                                                                 | Slovenia                                                              | Amichevole                                                            | -                                                                     | 73’                                                                   |
| 1-6-2008                                                              | Solna                                                                 | Svezia                                                                | 0 – 1                                                                 | Ucraina                                                               | Amichevole                                                            | -                                                                     |                                                                       |
| 10-6-2008                                                             | Siezenheim                                                            | Grecia                                                                | 0 – 2                                                                 | Svezia                                                                | Euro 2008 - 1º turno                                                  | -                                                                     |                                                                       |
| 14-6-2008                                                             | Innsbruck                                                             | Svezia                                                                | 1 – 2                                                                 | Spagna                                                                | Euro 2008 - 1º turno                                                  | -                                                                     |                                                                       |
| 18-6-2008                                                             | Innsbruck                                                             | Russia                                                                | 2 – 0                                                                 | Svezia                                                                | Euro 2008 - 1º turno                                                  | -                                                                     |                                                                       |
| 20-8-2008                                                             | Göteborg                                                              | Svezia                                                                | 2 – 3                                                                 | Francia                                                               | Amichevole                                                            | -                                                                     | 70’                                                                   |
| 6-9-2008                                                              | Tirana                                                                | Albania                                                               | 0 – 0                                                                 | Svezia                                                                | Qual. Mondiali 2010                                                   | -                                                                     |                                                                       |
| 10-9-2008                                                             | Solna                                                                 | Svezia                                                                | 2 – 1                                                                 | Ungheria                                                              | Qual. Mondiali 2010                                                   | -                                                                     |                                                                       |
| 11-2-2009                                                             | Graz                                                                  | Austria                                                               | 0 – 2                                                                 | Svezia                                                                | Amichevole                                                            | -                                                                     | 46’                                                                   |
| 28-3-2009                                                             | Porto                                                                 | Portogallo                                                            | 0 – 0                                                                 | Svezia                                                                | Qual. Mondiali 2010                                                   | -                                                                     |                                                                       |
| 1-4-2009                                                              | Belgrado                                                              | Serbia                                                                | 2 – 0                                                                 | Svezia                                                                | Amichevole                                                            | -                                                                     | 46’                                                                   |
| 6-6-2009                                                              | Solna                                                                 | Svezia                                                                | 0 – 1                                                                 | Danimarca                                                             | Qual. Mondiali 2010                                                   | -                                                                     |                                                                       |
| 10-6-2009                                                             | Göteborg                                                              | Svezia                                                                | 4 – 0                                                                 | Malta                                                                 | Qual. Mondiali 2010                                                   | -                                                                     |                                                                       |
| 12-8-2009                                                             | Solna                                                                 | Svezia                                                                | 1 – 0                                                                 | Finlandia                                                             | Amichevole                                                            | -                                                                     |                                                                       |
| 5-9-2009                                                              | Budapest                                                              | Ungheria                                                              | 1 – 2                                                                 | Svezia                                                                | Qual. Mondiali 2010                                                   | 1                                                                     | 81’                                                                   |
| 9-9-2009                                                              | Ta' Qali                                                              | Malta                                                                 | 0 – 1                                                                 | Svezia                                                                | Qual. Mondiali 2010                                                   | -                                                                     |                                                                       |
| 10-10-2009                                                            | Copenaghen                                                            | Danimarca                                                             | 1 – 0                                                                 | Svezia                                                                | Qual. Mondiali 2010                                                   | -                                                                     |                                                                       |
| 14-10-2009                                                            | Solna                                                                 | Svezia                                                                | 4 – 1                                                                 | Albania                                                               | Qual. Mondiali 2010                                                   | 2                                                                     |                                                                       |
| 18-11-2009                                                            | Cesena                                                                | Italia                                                                | 1 – 0                                                                 | Svezia                                                                | Amichevole                                                            | -                                                                     |                                                                       |
| 3-3-2010                                                              | Swansea                                                               | Galles                                                                | 0 – 1                                                                 | Svezia                                                                | Amichevole                                                            | -                                                                     |                                                                       |
| 29-5-2010                                                             | Solna                                                                 | Svezia                                                                | 4 – 2                                                                 | Bosnia ed Erzegovina                                                  | Amichevole                                                            | -                                                                     |                                                                       |
| 11-8-2010                                                             | Solna                                                                 | Svezia                                                                | 3 – 0                                                                 | Scozia                                                                | Amichevole                                                            | -                                                                     |                                                                       |
| 3-9-2010                                                              | Solna                                                                 | Svezia                                                                | 2 – 0                                                                 | Ungheria                                                              | Qual. Euro 2012                                                       | -                                                                     |                                                                       |
| 7-9-2010                                                              | Malmö                                                                 | Svezia                                                                | 6 – 0                                                                 | San Marino                                                            | Qual. Euro 2012                                                       | -                                                                     | 34’                                                                   |
| 9-2-2011                                                              | Nicosia                                                               | Svezia                                                                | 1 – 1 dts (4 – 5 dtr)                                                 | Ucraina                                                               | Torneo di Cipro 2011 - Finale                                         | -                                                                     | 46’                                                                   |
| 3-6-2011                                                              | Chișinău                                                              | Moldavia                                                              | 1 – 4                                                                 | Svezia                                                                | Qual. Euro 2012                                                       | -                                                                     |                                                                       |
| 7-6-2011                                                              | Solna                                                                 | Svezia                                                                | 5 – 0                                                                 | Finlandia                                                             | Qual. Euro 2012                                                       | -                                                                     |                                                                       |
| 7-10-2011                                                             | Helsinki                                                              | Finlandia                                                             | 1 – 2                                                                 | Svezia                                                                | Qual. Euro 2012                                                       | -                                                                     |                                                                       |
| 11-10-2011                                                            | Solna                                                                 | Svezia                                                                | 3 – 2                                                                 | Paesi Bassi                                                           | Qual. Euro 2012                                                       | -                                                                     |                                                                       |
| 11-11-2011                                                            | Copenaghen                                                            | Danimarca                                                             | 2 – 0                                                                 | Svezia                                                                | Amichevole                                                            | -                                                                     |                                                                       |
| 15-11-2011                                                            | Londra                                                                | Inghilterra                                                           | 1 – 0                                                                 | Svezia                                                                | Amichevole                                                            | -                                                                     | 46’                                                                   |
| 29-2-2012                                                             | Zagabria                                                              | Croazia                                                               | 1 – 3                                                                 | Svezia                                                                | Amichevole                                                            | -                                                                     |                                                                       |
| 30-5-2012                                                             | Göteborg                                                              | Svezia                                                                | 3 – 2                                                                 | Islanda                                                               | Amichevole                                                            | -                                                                     |                                                                       |
| 5-6-2012                                                              | Solna                                                                 | Svezia                                                                | 2 – 1                                                                 | Serbia                                                                | Amichevole                                                            | -                                                                     |                                                                       |
| 11-6-2012                                                             | Kiev                                                                  | Ucraina                                                               | 2 – 1                                                                 | Svezia                                                                | Euro 2012 - 1º turno                                                  | -                                                                     |                                                                       |
| 15-6-2012                                                             | Kiev                                                                  | Svezia                                                                | 2 – 3                                                                 | Inghilterra                                                           | Euro 2012 - 1º turno                                                  | 1                                                                     | 63’                                                                   |
| 19-6-2012                                                             | Kiev                                                                  | Svezia                                                                | 2 – 0                                                                 | Francia                                                               | Euro 2012 - 1º turno                                                  | -                                                                     |                                                                       |
| Totale                                                                |                                                                       | Presenze (7º posto)                                                   | 117                                                                   |                                                                       | Reti                                                                  | 8                                                                     |                                                                       |

### Statistiche da allenatore

#### Club
Statistiche aggiornate al 16 marzo 2025. In grassetto le competizioni vinte.
| Stagione              | Squadra               | Campionato            | Campionato | Campionato | Campionato | Campionato | Coppe nazionali | Coppe nazionali | Coppe nazionali | Coppe nazionali | Coppe nazionali | Coppe continentali | Coppe continentali | Coppe continentali | Coppe continentali | Coppe continentali | Altre coppe | Altre coppe | Altre coppe | Altre coppe | Altre coppe | Totale | Totale | Totale | Totale | % Vittorie | Piazzamento |
| Stagione              | Squadra               | Comp                  | G          | V          | N          | P          | Comp            | G               | V               | N               | P               | Comp               | G                  | V                  | N                  | P                  | Comp        | G           | V           | N           | P           | G      | V      | N      | P      | %          | Piazzamento |
| --------------------- | --------------------- | --------------------- | ---------- | ---------- | ---------- | ---------- | --------------- | --------------- | --------------- | --------------- | --------------- | ------------------ | ------------------ | ------------------ | ------------------ | ------------------ | ----------- | ----------- | ----------- | ----------- | ----------- | ------ | ------ | ------ | ------ | ---------- | ----------- |
| 2016                  | Brommapojkarna        | E                     | 26         | 19         | 6          | 1          | SC+SC           | 3+1             | 0+1             | 2+0             | 1+0             | -                  | -                  | -                  | -                  | -                  | -           | -           | -           | -           | -           | 30     | 20     | 8      | 2      | 66,67      | 1°, (prom)  |
| 2017                  | Brommapojkarna        | S                     | 30         | 19         | 5          | 6          | SC+SC           | 5+1             | 3+1             | 1+0             | 1+0             | -                  | -                  | -                  | -                  | -                  | -           | -           | -           | -           | -           | 36     | 23     | 6      | 7      | 63,89      | 1°, (prom)  |
| lug.-set. 2019        | Fremad Amager         | 1.D                   | 7          | 2          | 3          | 2          | CD              | 1               | 1               | 0               | 0               | -                  | -                  | -                  | -                  | -                  | -           | -           | -           | -           | -           | 8      | 3      | 3      | 2      | 37,50      | Dim         |
| set.-nov. 2019        | Helsingborg           | A                     | 8          | 3          | 0          | 5          | SC              | -               | -               | -               | -               | -                  | -                  | -                  | -                  | -                  | -           | -           | -           | -           | -           | 8      | 3      | 0      | 5      | 37,50      | Sub, 10°    |
| 2020                  | Helsingborg           | A                     | 30         | 5          | 11         | 14         | SC              | 1               | 1               | 0               | 0               | -                  | -                  | -                  | -                  | -                  | -           | -           | -           | -           | -           | 31     | 6      | 11     | 14     | 19,35      | 15° (ret)   |
| Totale Helsingborg    | Totale Helsingborg    | Totale Helsingborg    | 38         | 8          | 11         | 19         |                 | 1               | 1               | 0               | 0               |                    | -                  | -                  | -                  | -                  |             | -           | -           | -           | -           | 39     | 9      | 11     | 19     | 23,08      |             |
| 2023                  | Brommapojkarna        | A                     | 30+2       | 10+1       | 3+1        | 17         | SC+SC           | 3+1             | 0+1             | 0+0             | 3+0             | -                  | -                  | -                  | -                  | -                  | -           | -           | -           | -           | -           | 36     | 12     | 4      | 20     | 33,33      | 14°         |
| 2024                  | Brommapojkarna        | A                     | 30         | 8          | 10         | 12         | SC+SC           | 4+1             | 2+1             | 1+0             | 1+0             | -                  | -                  | -                  | -                  | -                  | -           | -           | -           | -           | -           | 35     | 11     | 11     | 13     | 31,43      | 10°         |
| Totale Brommapojkarna | Totale Brommapojkarna | Totale Brommapojkarna | 116+2      | 56+1       | 24+1       | 36         |                 | 19              | 9               | 4               | 6               |                    | -                  | -                  | -                  | -                  |             | -           | -           | -           | -           | 137    | 66     | 29     | 42     | 48,18      |             |
| 2025                  | St. Louis City        | MLS                   | 12         | 2          | 4          | 6          | USOC            | 1               | 1               | 0               | 0               | -                  | -                  | -                  | -                  | -                  | LC          | 0           | 0           | 0           | 0           | 13     | 3      | 4      | 6      | 23,08      |             |
| Totale carriera       | Totale carriera       | Totale carriera       | 175        | 69         | 43         | 63         |                 | 22              | 12              | 4               | 6               |                    | -                  | -                  | -                  | -                  |             | -           | -           | -           | -           | 197    | 81     | 47     | 69     | 41,12      |             |

## Palmarès

### Giocatore

#### Competizioni nazionali
- Coppa di Svezia: 1

AIK: 1997
- Campionato svedese: 1

AIK: 1998
- Campionato greco: 2

Olympiakos: 2010-2011, 2011-2012
- Coppa di Grecia: 1

Olympiakos: 2012

#### Competizioni internazionali
- Coppa Intertoto UEFA: 1

Aston Villa: 2001

#### Individuale
- Guldbollen: 1

2003

### Allenatore

#### Competizioni nazionali
- Ettan: 1

Brommapojkarna: 2016
- Superettan: 1

Brommapojkarna: 2017